# Kristałł Saratów
Kristałł Saratów (ros. Кристалл Саратов) – rosyjski klub hokeja na lodzie z siedzibą w Saratowie.

## Historia
Dotychczasowe nazwy
- Bolszewik Saratów (1946–1950)
- Iskra Saratów (1950–1951)
- Krylja Sowietow Saratów (1955–1958)
- Trud Saratów (1958–1961)
- Awangard Saratów (1961–1965)
- Energija Saratów (1965–1969)
- Kristałł Saratów (1969–)

Drużyną juniorską został Kristałł-Junior występująca w rozgrywkach NMHL-B.
W sezonie Wysszaja Chokkiejnaja Liga (2012/2013) szkoleniowcem drużyny był Andriej Razin.
Po sezonie Wysszaja Chokkiejnaja Liga (2013/2014) klub opuścił ligę WHL wskutek problemów finansowych. Zdecydowano, że drużyna juniorska będzie występowała w lidze MHL. W lipcu 2015 ogłoszono powrót drużyny seniorskiej Kristałła do WHL. Po edycji WHL 2016/2017 drużynę ponownie wycofano z ligi.
Jeszcze w 2015 zespół pod nazwą Kristałł-Junior Saratów został przyjęty do ligi WHL-B (trzecia klasa rozgrywkowa). Przed edycją 2019/2020 tych rozgrywek drużynę przemianowano na Kristałł Saratów. Przed edycją 2023/2024 drużynę przyjęto ponownie do WHL.
W 2025 juniorska drużyna MHK Kristałł zdobyła mistrzostwo rozgrywek Narodowej Młodzieżowej Hokejowej Ligi, otrzymując Puchar Regionów.

## Sukcesy
- Złoty medal wyższej ligi: 1974, 1976
- Pierwsze miejsce w Turnieju Barbórkowym: 1978[12]
- Srebrny medal WHL-B: 2021, 2022
- Brązowy medal WHL-B: 2023